# Кивиок (спътник)
Вижте пояснителната страница за други значения на Кивиок.
Кивиок е естествен спътник на Сатурн. Открит е от екип астрономи воден от Брет Гладман през 2000 г., като му е дадено предварителното означение S/2000 S 5. Като алтернатива се употребява Сатурн 24. Спътникът носи името на гиганта от инуитската митология Кивиок.